# Aeropuerto Internacional Nursultán Nazarbáyev
El Aeropuerto Internacional Nursultán Nazarbáyev (en kazajo: Нұрсұлтан Назарбаев Атындағы Халықаралық Астана Әуежайы) (código IATA: NQZ - código ICAO: UACC), está situado a 14 km de Astaná, capital de Kazajistán. Es el primer aeropuerto más importante del país, y le sigue en segundo lugar el aeropuerto internacional de Almaty.

## Aerolíneas y destinos

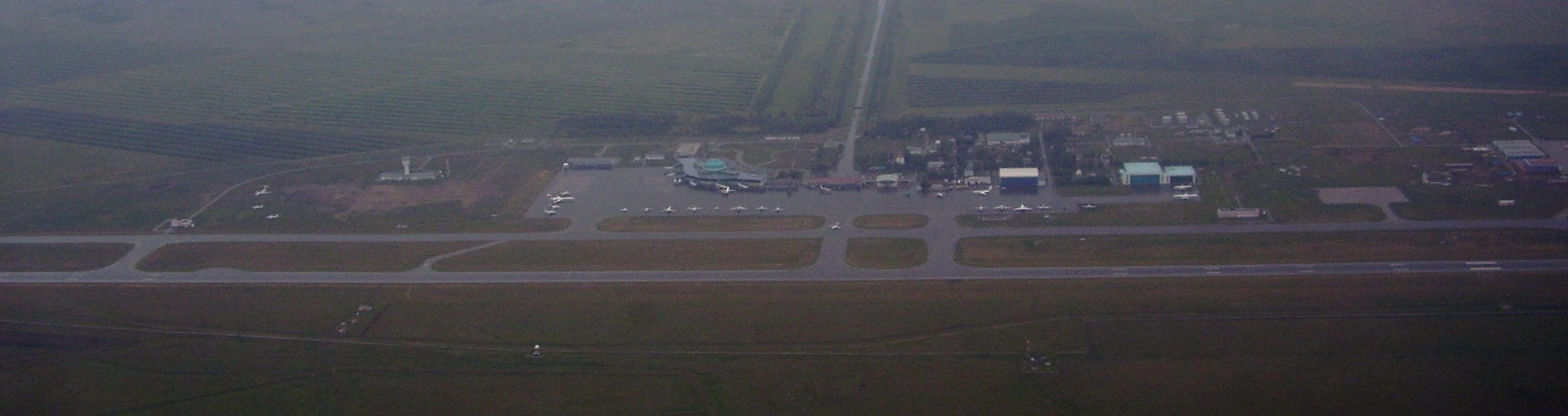
Imagen aérea del aeropuerto Internacional de Nursultán.

| Aerolíneas          | Destinos |
| ------------------- | --- |
| Aeroflot            | Moscow–Sheremetyevo |
| Air Astana          | Aktau, Aktobe, Almaty, Antalya, Atyrau, Dubai–International, Frankfurt, Estambul, Oral, Oskemen, Shymkent, Taskent, Tbilisi Seasonal: Podgorica Seasonal charter: Kittilä, Sharm El Sheikh |
| Air China           | Chengdu–Shuangliu |
| AnadoluJet          | Ankara |
| Azimuth             | Moscow–Vnukovo |
| Belavia             | Minsk |
| Corendon Airlines   | Seasonal: Antalya |
| FlyArystan          | Aktau, Aktobe, Almaty, Atyrau, Biskek, Kostanay, Kutaisi, Kyzylorda, Semey, Shymkent, Turkistan                                                                                            |
| flydubai            | Dubai–International |
| LOT Polish Airlines | Warsaw–Chopin |
| Lufthansa           | Frankfurt |
| Pegasus Airlines    | Istanbul–Sabiha Gökçen |
| Qazaq Air           | Aktobe, Almaty, Kostanay, Novosibirsk, Omsk, Oskemen, Pavlodar, Shymkent, Taldykorgan, Yekaterinburg, Zhezkazgan                                                                           |
| Red Wings Airlines  | Kazan, Moscow–Zhukovsky, Ufa, Yekaterinburg |
| Rossiya Airlines    | Krasnoyarsk |
| SCAT Airlines       | Aktau, Aktobe, Almaty, Atyrau, Moscow–Vnukovo, Oskemen, Shymkent, Taraz |
| Southern Sky        | Estacional: Balkhash |
| Turkish Airlines    | Estambul Charter estacional: Antalya, Bodrum |
| Uzbekistan Airways  | Taskent |
| VietJet Air         | Nha Trang |
| Wizz Air            | Abu Dhabi Estacional: Budapest |

### Cargo
| Aerolíneas    | Destinos |
| ------------- | -------- |
| Turkish Cargo | Estambul |